# 假毛蕨
假毛蕨（学名：Pseudocyclosorus tylodes）为金星蕨科假毛蕨属下的一个种。

## 扩展阅读
維基物種上的相關：假毛蕨